# Armojauratj
Armojauratj är en sjö i Jokkmokks kommun i Lappland och ingår i Luleälvens huvudavrinningsområde. Sjön har en area på 0,174 kvadratkilometer och ligger 290,2 meter över havet.

## Delavrinningsområde
Armojauratj ingår i det delavrinningsområde (740720-165469) som SMHI kallar för Utloppet av Randijaure. Medelhöjden är 309 meter över havet och ytan är 119,51 kvadratkilometer. Räknas de 298 avrinningsområdena uppströms in blir den ackumulerade arean 5 798,36 kvadratkilometer. Lilla Luleälven (Tarraätno) som avvattnar avrinningsområdet har biflödesordning 2, vilket innebär att vattnet flödar genom totalt 2 vattendrag innan det når havet efter 205 kilometer. Avrinningsområdet består mestadels av skog (53 procent). Avrinningsområdet har 51,97 kvadratkilometer vattenytor vilket ger det en sjöprocent på 43,5 procent.